# Calephelis iris
Calephelis iris is een vlindersoort uit de familie van de prachtvlinders (Riodinidae), onderfamilie Riodininae.
Calephelis iris werd in 1876 beschreven door Staudinger.